# Лоршайд
Лоршайд (нем. Lorscheid) — община в Германии, в земле Рейнланд-Пфальц. 
Входит в состав района Трир-Саарбург. Подчиняется управлению Рувер.  Население составляет 584 человека (на 31 декабря 2010 года). Занимает площадь 5,09 км².

## Галерея

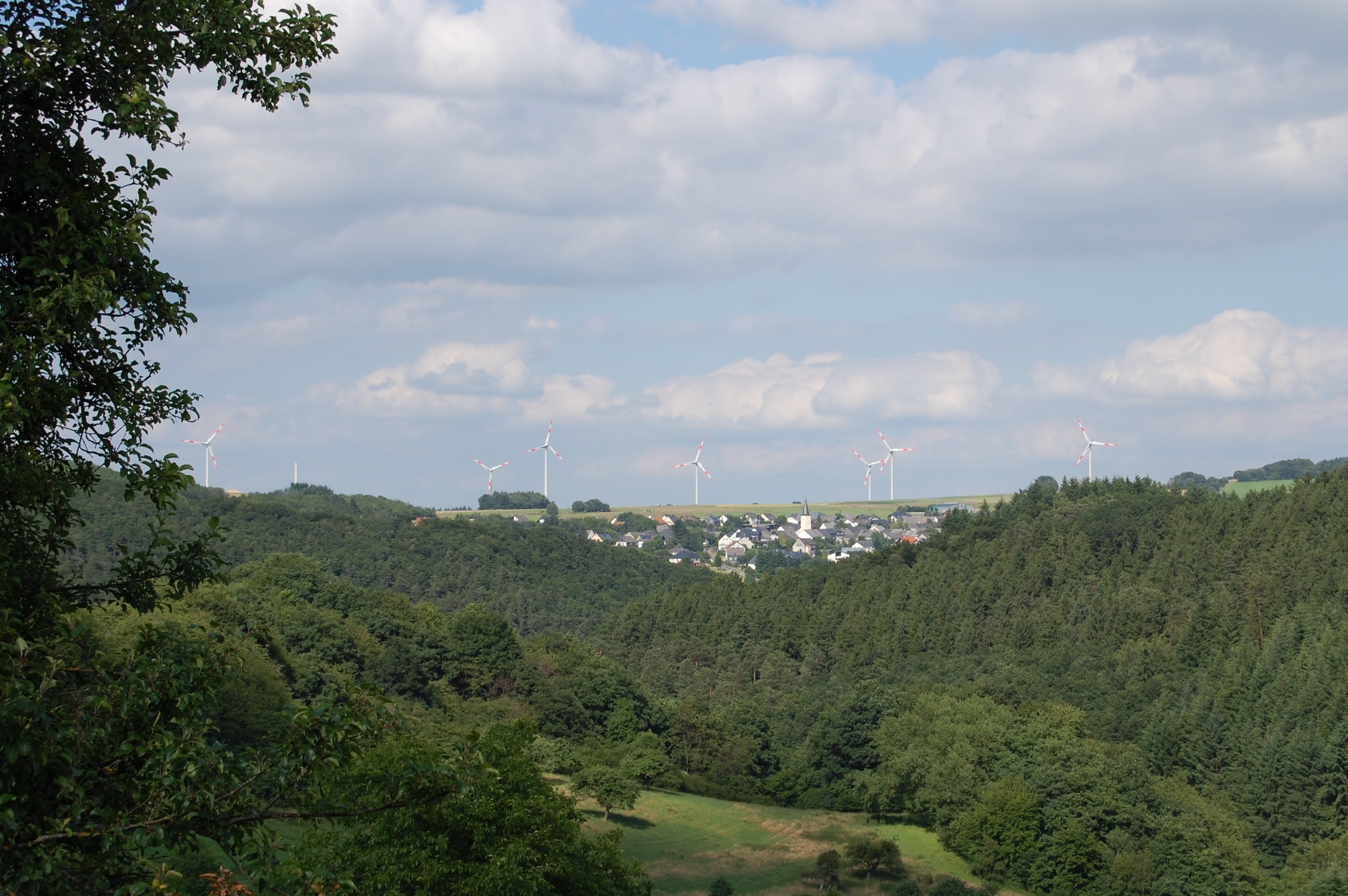
Вид с запада
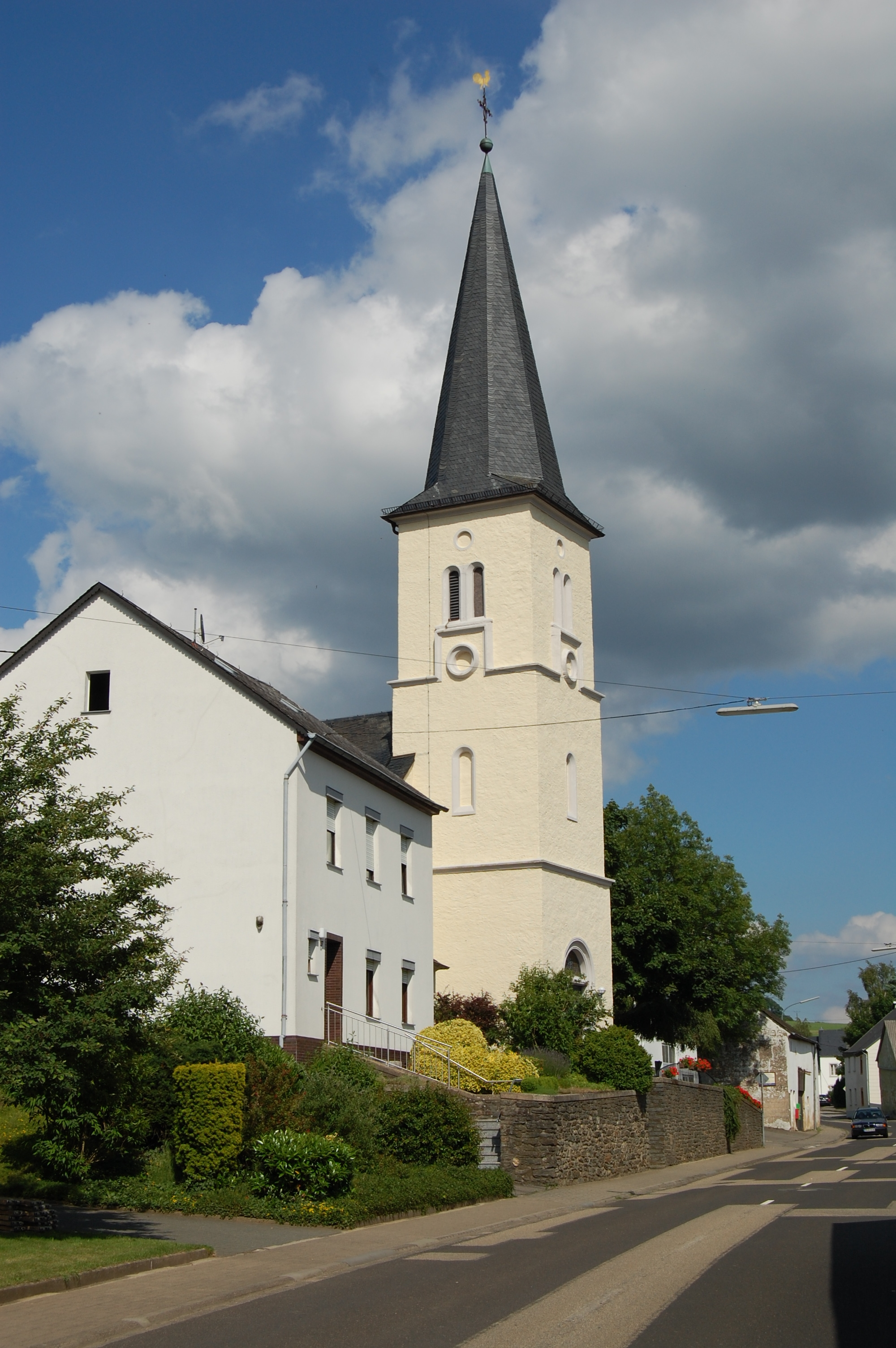
Церковь в центре села